# 上雅里
上雅里，為臺灣臺中市大雅區轄下的一個里，位於大雅區中央。

## 歷史
1998年2月1日由大雅村析出設置上雅村，2010年12月25日因台中縣市合併升格為直轄市改為里。